# إيدراو ماكس
إيدراو ماكس (بالإنجليزية: Edraw Max)‏ هو برنامج رسم بياني تقني للأعمال ثنائي الأبعاد يساعد في إنشاء خارطة انسيابية ومخططات تنظيمية وخريطة ذهنية مخططات الشبكة ومخططات الأرضية ومخططات سير العمل ومخططات الأعمال البيانية والمخططات الهندسية. تم إصدار الإصدار الحالي إيدراو ماكس 11.5.0 في نوفمبر 2021 لأنظمة مايكروسوفت ويندوز وماك أو إس ولينكس.

## الحد الأدنى لمتطلبات النظام
- 1 جيجابايت من ذاكرة الوصول العشوائي
- معالج 1G
- 800 ميغا بايت من مساحة القرص الصلب
- دقة الشاشة 1024 * 768